# Alicia Clark
Alicia Clark – amerykańska polityk, przewodnicząca Partii Libertariańskiej w latach 1981 – 1983. Została wybrana na to stanowisko podczas 1981 Libertarian National Convention odbywającej się w Denver (w dziesiątą rocznicę powstania partii). Zdobyła 273 głosy, pokonując tym samym Johna Masona, który otrzymał ich 238. Wiceprzewodniczącym został wtedy Sheldon Richman.
Od 1970 jest żoną Eda Clarka, który startował na stanowisko prezydenta Stanów zjednoczonych z ramienia Partii Libertariańskiej w 1980. Mają razem syna.